# 피아노 소나타 9번 (스크랴빈)
피아노 소나타 9번 Op. 68은 알렉산드르 스크랴빈이 작곡한 후기 피아노 소나타 중 하나이다. 작품은 1912-1913년경에 쓰여졌다. 9번 소나타는 단악장이다. 일반적으로 8-10분 동안 연주된다.